# اچ‌نوام‌اس الیدا (۱۸۴۹)
اچ‌نوام‌اس الیدا (۱۸۴۹) (به انگلیسی: HNoMS Ellida (1849)) یک کشتی بود.